# Irina Rodnina
Irina Konstantinovna Rodnina (рус. Ирина Константиновна Роднина; rođena 12. septembar 1949) ruski je političar i bivša umetnička klizačica. Ona je jedina klizačica u paru koja je pobedila na 10 uzastopnih Svetskih šampionata (1969–78) i koja je osvojila tri uzastopne Olimpijske zlatne medalje (1972, 1976, 1980). Ona je izabrana u Državnu dumu na zakonodavnim izborima 2007. godine kao član partije Jedinstvena Rusija predsednika Vladimira Putina. Kao umetnička klizačica, prvobitno se takmičila sa Aleksejem Ulanovom, a kasnije se udružila sa Aleksandrom Zajcevim. Ona je prva klizačica koja je osvojila olimpijske titule sa dva različita partnera, a to je jedino kasnije ostvario i Artur Dmitriev.

## Karijera u figurativnom klizanju
U svojim predškolskim godinama, Irina Rodnina je jedanaest puta patila od upale pluća; odlučivši da je uključe u sportske aktivnost, njeni roditelji su je 1954. doveli na njeno prvo klizalište u dečjim parku Prjamikov u Moskvi. Tokom srednje škole, od svoje 13 godine, ona je trenirala u Sportskoj školi za decu i omladinu CSKA na Lenjingradskom prospektu.
Do 1963. godine Rodnina je započela klizanje sa svojim prvim partnerom Olegom Vlasovom, sa trenerima Sonijom i Milan Valunom. Godine 1964. njen trener postao je Stanislav Žuk, koji ju je upario s Aleksejem Ulanovom. Oni su osvojili četiri uzastopna svetska i evropska titule. Rodnina/Ulanov par je osvojio svoju prvu svetsku titulu 1969. godine, nadmašivši Tamaru Moskvinu/Alekseja Mišina. Oni su pobedili na sledeća dve Svetska prvenstva, 1970. i 1971. godine, ispred drugoplasiranih Ljudmile Smirnove/Andreja Surajkina. Međutim, Ulanov se zaljubio u Smirnovu, a pre Olimpijskih igara 1972. godine, par je doneo odluku da zajedno klizaju sledeće sezone. Rodnina/Ulanov se takmičili na Olimpijskim igrama 1972. godine, gde su osvojili zlato. Zatim su se pripremili za poslednje takmičenje zajedno, Svetsko prvenstvo 1972. godine. Dok su zajedno vežbali dan pre početka takmičenja, par je imao nesreću na liftu i Rodnina je završila u bolnici sa potresom mozga i intrakranijalnom hematomom. Uprkos nesreće, imali su snažne predstave u kratkom programu, primivši nekih 6.0s. U dugom programu Rodnina je patila od nesvestice i vrtoglavice, ali su uspeli da osvoje svoju četvrtu svetsku titulu. Ulanov je karijeru nastavio sa Smirnovom, dok je Rodnina razmišljala o penzionisanju.
U aprilu 1972, njen trener Stanislav Žuk predložio joj je da se udruži sa mladim klizačem iz Lenjingrada Aleksandrom Zajcevim, koji je imao dobru tehniku skoka i brzo je učio elemente. Njihova muzika se zaustavila tokom njihovog kratkog programa na Svetskom prvenstvu 1973., verovatno zbog češkog radnika koji se svetio za suzbijanje Praškog proleća. Poznati po intenzivnoj koncentraciji, završili su program u tišini, zaradivši ovacije i zlatnu medalju po završetku, ispred Smirnove/Ulanova, koje su ponovo pobedili 1974. godine.
Godine 1974, Rodnina/Zajcev su napustili Žuka, sa kojim je radni odnos postao napet, radi obuke sa Tatjanom Tarasovom. Oni su zajedno osvojili šest uzastopnih svetskih titula, kao i sedam evropskih zlatnih medalja, a prvu olimpijsku titulu zajedno osvojili 1976. Rodnina/Zajcev se nisu takmičili u sezoni 1978–79, jer je bila trudna sa njihovim sinom, rođenim 23 Februar 1979. Oni su se vratili 1980. godine da zajedno osvoje svoju drugu olimpijsku titulu, a Rodninu treću. U uzrastu od 30 godina i 159 dana, postala je jedna od najstarijih ženskih olimpijskih prvaka u umetničkom klizanju. Oni su se potom povukli iz takmičarskog klizanja.
Tokom svoje karijere Rodnina se međunarodno takmičila za Sovjetski Savez i predstavljala Sportsko društvo oružanih snaga na nacionalnom nivou. Sa svojim partnerima osvojila je deset svetskih prvenstava i tri uzastopne olimpijske medalje od 1971. do 1980. godine, kao i jedanaest evropskih titula, što ju je učinilo najuspešnijim klizačicom u istoriji klizačkih parova.

## Lični život
Rodnina je diplomirala na Centralnom institutu za fizičku kulturu. Njen prvi brak bio je sa Aleksandrom Zajcevim, sa kojim ima istoimenog sina, rođenog 1979. godine. Iz svog drugog braka sa filmskim producentom Leonidom Menkovskim, Rodnina ima ćerku Alionu Minkovski, rođenu 1986. Trenutno je razvedena. Ona je provela je niz godina živeći u Sjedinjenim Državama, a potom se vratila u Rusiju.

### Tviterska kontroverza
Rodnina je 13. septembra 2013. izazvala pometnju kada je tvitovala izmenjenu fotografiju predsednika SAD Baraka Obame i njegove porodice, sa Obaminim ustima punim hrane i sa fotošopiranom bananom u prvom planu slike. Ona je izjavila da praktituje svoje pravo na slobodno izražavanje, dok su kritičari tvrdili da daje rasističke komentare o afroameričkom predsedniku. Rodnina je 10. februara 2014. na svom Tviteru tvrdila da je njen nalog bio hakovan u vreme objavljivanja uvredljive fotografije i izvinila se zbog svog ophođenja tokom afere.

## Rezultati

### Sa Ulanovim
| Događaj                    | 1967–68 | 1968–69 | 1969–70 | 1970–71 | 1971–72 |
| -------------------------- | ------- | ------- | ------- | ------- | ------- |
| Zimska olimpijada          |         |         |         |         | 1.      |
| Svetski šampionat          |         | 1.      | 1.      | 1.      | 1.      |
| Evropski šampionat         | 5.      | 1.      | 1.      | 1.      | 1.      |
| Sovjetski šampionat        | 3.      | 3.      | 1.      | 1.      |         |
| Nagrada Moskovskih novosti | 1.      | 2.      | 1.      |         |         |

### Sa Zaitsevim
| Događaj                    | 1972–73 | 1973–74 | 1974–75 | 1975–76 | 1976–77 | 1977–78 | 1978–79 | 1979–80 |
| -------------------------- | ------- | ------- | ------- | ------- | ------- | ------- | ------- | ------- |
| Zimska olimpijada          |         |         |         | 1.      |         |         |         | 1.      |
| Svetski šampionat          | 1.      | 1.      | 1.      | 1.      | 1.      | 1.      |         |         |
| Evropski šampionat         | 1.      | 1.      | 1.      | 1.      | 1.      | 1.      |         | 1.      |
| Sovjetski šampionat        | 1.      | 1.      | 1.      |         | 1.      |         |         |         |
| Nagrada Moskovskih novosti |         |         |         |         |         | 1.      |         |         |

## Literatura
A. Chaikovsky (1977). Irina Rodnina. Heroes of the Olympic Games (на језику: руски). Moscow: Fizkultura i sport. Архивирано из оригинала 1. 1. 2007. г.

## Spoljašnje veze
- Irina Rodnina on Olympic.org
- Irina Rodnina in Encyclopædia Britannica
- Pairs on Ice: Rodnina and Ulanov Архивирано на веб-сајту  (17. децембар 2005)
- Pairs on Ice: Rodnina and Zaitsev Архивирано на веб-сајту  (21. децембар 2005)